# Michael Filstich
Michael Filstich (1625–1696), korai dokumentumokban Michaelis Fillstich, magyarosan Filstich Mihály aranyműves, Brassó városbírója. Szolgálata egybeesett a Habsburg-hatalomátvétellel és az ezt követő brassói felkeléssel és tűzvésszel.

## Élete
Ötvösmester volt, ezen felül városi tanácsos (szenátor), városkapitány (Stadthann), majd 1686-ban, 1687-ben, 1688-ban, 1691-ben és 1693-ban városbíró.
1688 májusában az I. Apafi Mihály által megbízott küldöttség tagja volt, amely Antonio Caraffa generális elé járult, hogy aláírja a fogarasi nyilatkozatot, mely szerint Erdélyt Habsburg-védnökség alá helyezik. A szabadságukat, kiváltságaikat féltő brassói polgárok és mesterek fellázadtak az osztrák hatalom ellen, új városvezetést neveztek ki, a Habsburg-párti Filstichet és a tanácsosokat pedig a Fellegvárba zárták és árulás vádjával kivégzésüket tervezték. A hadsereg azonban hamarosan a város alá érkezett, a lázadók megadták magukat, Filstich pedig megmenekült.
Az 1689-es brassói tűzvész alatt Filstich helyettes városbíró volt.
1696 májusában I. Lipót magyar király nemesi rangra emelte Filstichet és utódait. A családi címer futó, mellső lábaival a talajt érintő szarvast, rostélyos sisakot, nőalakot és oszlopot ábrázol.

## Családja
Apja Stefan Filstich (1565–1644) városi tanácsos, a főtéri Filstich-ház első feljegyzett tulajdonosa.
Michael fiát szintén Stefannak hívták (1657–1737) és apjáéhoz hasonló életpályát futott be: aranyművesnek tanult és elkészítette mestermunkáját, de utána a közigazgatásnak szentelte életét és tanácsos majd városkapitány, 1715 és 1732 között pedig több alkalommal városbíró volt. Stefan fia, Johann Filstich (1684–1743) tudományos karriert futott be, 1720 és 1743 között a Honterus-gimnázium rektora volt, legfőbb munkája az Erdély vallástörténetét tárgyaló mű. Az ő idejében helyezték el a gimnázium új épületének alapkövét. A rektor egyik fia, Samuel Filstich (1723–1793) továbbvitte a családi mesterséget és aranyműves lett.